# Campionati europei di hockey su pista 1965
I Campionati Europei 1965 furono la 27ª edizione dei campionati europei di hockey su pista; la manifestazione venne disputata in Portogallo a Lisbona dal 5 al 12 giugno 1965.

La competizione fu organizzata dalla Fédération Internationale de Roller Sports.

Il torneo fu vinto dalla nazionale portoghese per la 10ª volta nella sua storia.

## Città ospitanti e impianti sportivi
| CITTÀ   | IMPIANTO | CAPIENZA |
| Lisbona | ?        | ?        |

## Svolgimento del torneo

### Risultati
| Lisbona giugno 1965 | Belgio | 3 – 5 | Francia |  |

| Lisbona giugno 1965 | Belgio               | 5 – 3 | Germania Ovest | \| Arbitro: \| Frederico Peyssoneau \| |
| Arbitro:            | Frederico Peyssoneau |       |                |                                        |

| Lisbona giugno 1965 | Belgio | 1 – 3 | Inghilterra |  |

| Lisbona giugno 1965 | Belgio               | 0 – 4 | Italia | \| Arbitro: \| Frederico Peyssoneau \| |
| Arbitro:            | Frederico Peyssoneau |       |        |                                        |

| Lisbona giugno 1965 | Belgio | 1 – 8 | Paesi Bassi |  |

| Lisbona giugno 1965 | Belgio        | 0 – 17 | Portogallo | \| Arbitro: \| Jules Theiler \| |
| Arbitro:            | Jules Theiler |        |            |                                 |

| Lisbona giugno 1965 | Belgio | 1 – 5 | Spagna |  |

| Lisbona giugno 1965 | Belgio | 1 – 5 | Svizzera |  |

| Lisbona giugno 1965 | Francia | 1 – 5 | Germania Ovest |  |

| Lisbona giugno 1965 | Francia   | 3 – 4 | Inghilterra | \| Arbitro: \| Folhadela \| |
| Arbitro:            | Folhadela |       |             |                             |

| Lisbona giugno 1965 | Francia | 2 – 5 | Italia |  |

| Lisbona giugno 1965 | Francia | 5 – 7 | Paesi Bassi |  |

| Lisbona giugno 1965 | Francia | 1 – 7 | Portogallo |  |

| Lisbona giugno 1965 | Francia   | 1 – 10 | Spagna | \| Arbitro: \| Folhadela \| |
| Arbitro:            | Folhadela |        |        |                             |

| Lisbona giugno 1965 | Francia | 1 – 5 | Svizzera |  |

| Lisbona giugno 1965 | Germania Ovest | 1 – 2 | Inghilterra |  |

| Lisbona giugno 1965 | Germania Ovest | 1 – 7 | Italia |  |

| Lisbona giugno 1965 | Germania Ovest | 1 – 7 | Paesi Bassi |  |

| Lisbona giugno 1965 | Germania Ovest | 3 – 9 | Portogallo |  |

| Lisbona giugno 1965 | Germania Ovest   | 0 – 5 | Spagna | \| Arbitro: \| Giuseppe Console \| |
| Arbitro:            | Giuseppe Console |       |        |                                    |

| Lisbona giugno 1965 | Germania Ovest | 0 – 4 | Svizzera | \| Arbitro: \| Gonzalo \| |
| Arbitro:            | Gonzalo        |       |          |                           |

| Lisbona giugno 1965 | Inghilterra | 3 – 4 | Italia | \| Arbitro: \| Pereira \| |
| Arbitro:            | Pereira     |       |        |                           |

| Lisbona giugno 1965 | Inghilterra | 0 – 9 | Paesi Bassi |  |

| Lisbona giugno 1965 | Inghilterra   | 1 – 4 | Portogallo | \| Arbitro: \| Jules Theiler \| |
| Arbitro:            | Jules Theiler |       |            |                                 |

| Lisbona giugno 1965 | Inghilterra      | 0 – 1 | Spagna | \| Arbitro: \| Giuseppe Console \| |
| Arbitro:            | Giuseppe Console |       |        |                                    |

| Lisbona giugno 1965 | Inghilterra | 1 – 7 | Svizzera |  |

| Lisbona giugno 1965 | Italia               | 4 – 3 | Paesi Bassi | \| Arbitro: \| Frederico Peyssoneau \| |
| Arbitro:            | Frederico Peyssoneau |       |             |                                        |

| Lisbona giugno 1965 | Italia | 2 – 4 | Portogallo |  |

| Lisbona giugno 1965 | Italia | 3 – 6 | Spagna |  |

| Lisbona giugno 1965 | Italia  | 5 – 2 | Svizzera | \| Arbitro: \| Pereira \| |
| Arbitro:            | Pereira |       |          |                           |

| Lisbona giugno 1965 | Paesi Bassi | 0 – 10 | Portogallo | \| Arbitro: \| Welman \| |
| Arbitro:            | Welman      |        |            |                          |

| Lisbona giugno 1965 | Paesi Bassi | 0 – 4 | Spagna | \| Arbitro: \| De Crook \| |
| Arbitro:            | De Crook    |       |        |                            |

| Lisbona giugno 1965 | Paesi Bassi | 3 – 0 | Svizzera |  |

| Lisbona giugno 1965 | Portogallo | 2 – 0 | Spagna |  |

| Lisbona giugno 1965 | Portogallo | 8 – 1 | Svizzera |  |

| Lisbona giugno 1965 | Spagna | 3 – 4 | Svizzera |  |

### Classifica
|    | Squadra        | PT | G | V | N | P | GF | GS | Diff. |
| -- | -------------- | -- | - | - | - | - | -- | -- | ----- |
| 1. | Portogallo     | 16 | 8 | 8 | 0 | 0 | 61 | 8  | +53   |
| 2. | Spagna         | 12 | 8 | 6 | 0 | 2 | 34 | 11 | +23   |
| 3. | Italia         | 12 | 8 | 6 | 0 | 2 | 34 | 21 | +13   |
| 4. | Paesi Bassi    | 10 | 8 | 5 | 0 | 3 | 37 | 25 | +12   |
| 5. | Svizzera       | 10 | 8 | 5 | 0 | 3 | 28 | 22 | +6    |
| 6. | Inghilterra    | 6  | 8 | 3 | 0 | 5 | 14 | 30 | -16   |
| 7. | Germania Ovest | 2  | 8 | 1 | 0 | 7 | 14 | 40 | -26   |
| 8. | Francia        | 2  | 8 | 1 | 0 | 7 | 19 | 46 | -27   |
| 9. | Belgio         | 2  | 8 | 1 | 0 | 7 | 12 | 50 | -38   |

## Campioni
| Campione d'Europa 1965 |
| ---------------------- |
| Portogallo 10º titolo  |